# Grande icosaedro
In geometria solida il grande icosaedro o icosaedro regolare stellato è uno dei quattro poliedri di Keplero-Poinsot. La sua scoperta si deve al matematico francese Louis Poinsot.

## Proprietà
Il grande icosaedro è un poliedro di Keplero-Poinsot: è cioè "regolare" ma non convesso. Le sue 20 facce triangolari si intersecano infatti in più punti. Come tutti i poliedri regolari, il grande icosaedro ha tutte le facce regolari ed identiche, tutti gli spigoli della stessa lunghezza e lo stesso tipo di cuspide ad ogni vertice.

## Caratteristica di Eulero
Nonostante non sia un poliedro convesso, per il grande icosaedro vale comunque la relazione di Eulero
{\displaystyle V-S+F=12-30+20=2}.

## Poliedro duale
Il poliedro duale del grande icosaedro è il grande dodecaedro stellato.

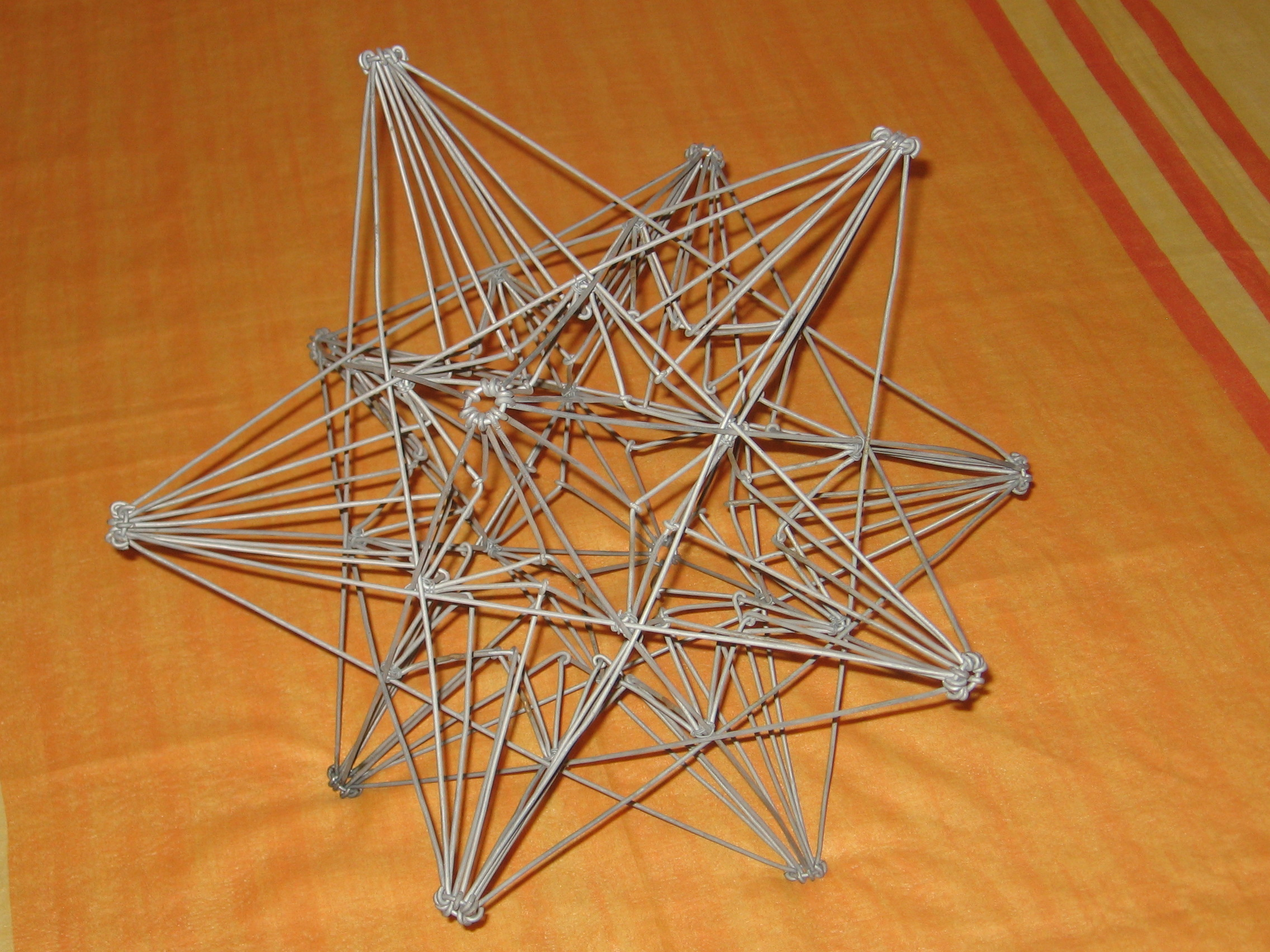
Grande icosaedro
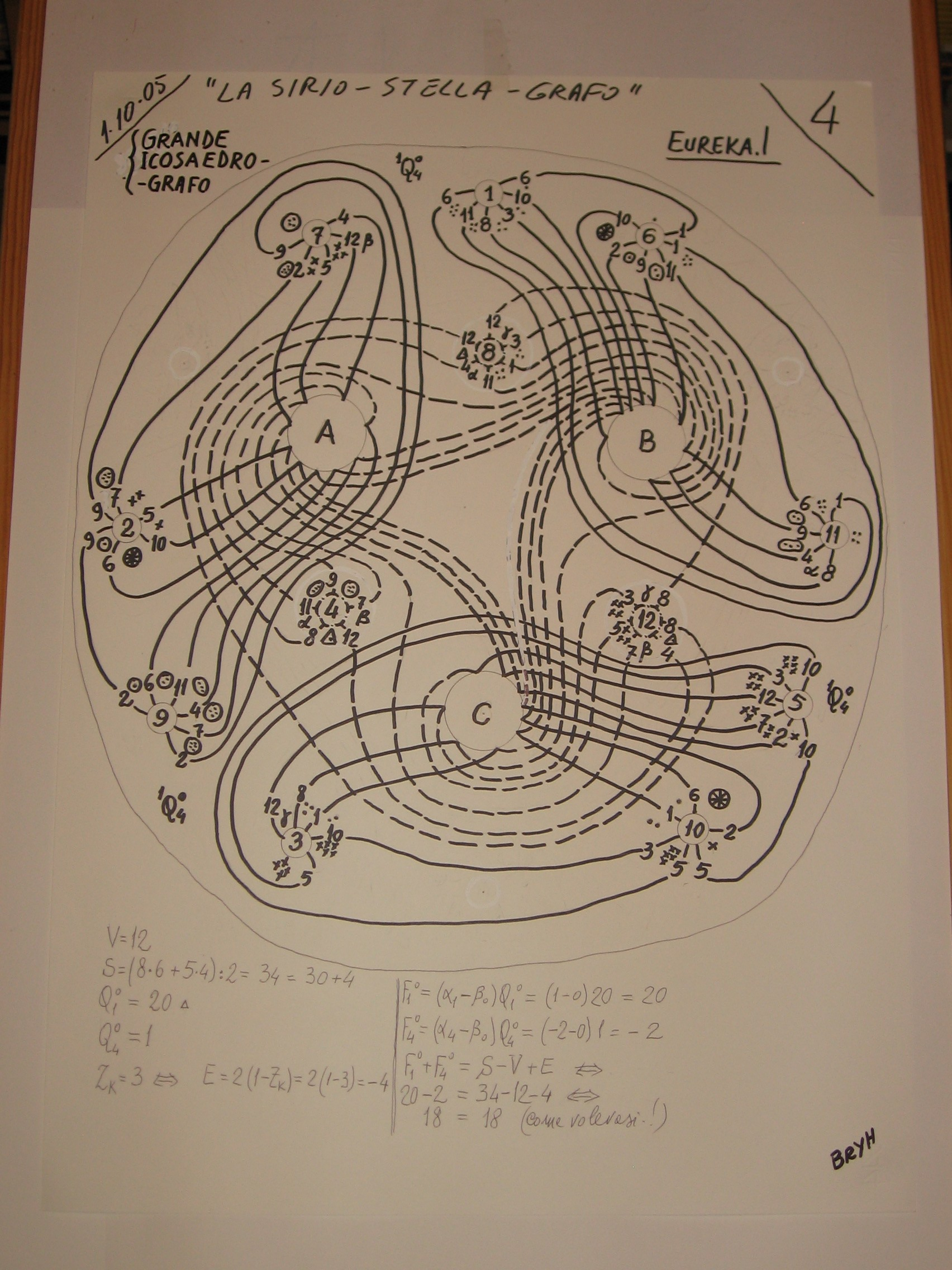
Grande icosaedro - Grafo